# ميكايل فاي
ميكايل نغور "ميكا" فاي (مواليد 14 يوليو 2004) لاعب كرة قدم سنغالي يلعب كمدافع مع ستاد رين في الدوري الفرنسي والمنتخب السنغالي.

## مسيرته مع الأندية

### البدايات
فاي يلعب كقلب دفاع أيسر، كان من خريجي أكاديمية ديامبارز في السنغال مع بامبا ديانغ. يمكنه أيضًا اللعب كظهير أيسر وكان مرتبطًا بأندية أولمبيك مارسيليا وستاد ريمس. كما تدرب مع دينامو زغرب.

### إن كي كوستوشيا
ظهر فاي لأول مرة مع نادي كوستوسيا في الدوري الكرواتي الدرجة الأولى في 8 مارس 2023 ضد هنك أوريينت. سجل أول هدف له في الدوري في 22 مايو 2023 ضد إن كي هرفاتسكي دراغوفولياك.

### برشلونة أتلتيك
في 19 يونيو 2023، انضم إلى نادي برشلونة أتلتيك. وقع عقدًا حتى يونيو 2027 ومُنح الرقم 15. في 3 سبتمبر 2023، ظهر لأول مرة مع برشلونة أتلتيك ضد ريال يونيون مشكلًا ثنائية في قلب الدفاع مع زميله بيلايو فيرنانديز.